# Antonio Lotti
Antonio Lotti (ur. w 5 stycznia 1667 w Wenecji, zm. 5 stycznia 1740 tamże)  – włoski kompozytor, organista i śpiewak; uczeń Giovanniego Legrenziego, przedstawiciel szkoły weneckiej.

## Życiorys
Swoją muzyczną edukację rozpoczął 30 maja 1689 od pełnienia funkcji śpiewaka (alt) w bazylice św. Marka w Wenecji. 6 sierpnia 1690 został asystentem drugiego organisty, a od 31 maja 1692 – drugim organistą. 17 sierpnia 1704 został pierwszym organistą otrzymując tytuł primo maestro di cappella; funkcję tę pełnił do 1736 .
W 1717 przeprowadził się do Drezna, gdzie przebywał na dworze elektora saskiego Augusta II. Tam też powstała jego najbardziej znana opera Teofane.
W 1719 powrócił do Wenecji. Po powrocie Lotti nie napisał już żadnej opery. W 1736 roku objął posadę kapelmistrza przy bazylice św. Marka w Wenecji.
Jego muzyka stanowi pomost pomiędzy późnym barokiem, a wczesnym klasycyzmem.
Żoną Lottiego była znana włoska sopranistka Santa Stella.

## Twórczość

### Opery
- Il trionfo dell'innocenza (1693, Wenecja)
- Tirsi tylko Akt I, Antonio Caldara – Akt II, Attilio Ariosti – Akt III, 1696, Wenecja)
- Sidonio (1706, Wenecja)
- Achille placato (1707, Wenecja)
- Teuzzone (1707, Neapol) wyst. późn. jako L’inganno vinto dalla ragione (1708, Neapol)
- Il vincitor generoso (1709, Wenecja)
- Il comando non inteso et ubbidito (1710, Wenecja)
- La ninfa Apollo (muzyka we współpracy z Francesco Gasparini, 1710, Wenecja)
- Isacio tiranno (1710, Wenecja)
- Il tradimento traditor di se stesso (1711, Wenecja) wyst. późn. jako Artaserse, re di Persia (1713, Neapol)
- La forza del sangue (1711, Wenecja)
- L'infedeltà punita (muzyka we współpracy z Carlo Francesco Pollarolo, 1712, Wenecja)
- Porsenna (1713, Wenecja)
- Irene augusta (1713, Wenecja)
- Polidoro (1713, Wenecja)
- Foca superbo (1716, Wenecja)
- Ciro in Babilonia (1716)
- Costantino (1716, Wiedeń)
- Alessandro Severo (1717, Wenecja)
- Giove in Argo (1717, Drezno)
- Ascanio ovvero Gli odi delusi dal sangue (1718, Drezno)
- Teofane (1719, Drezno)
- Li quattro elementi (1719, Drezno)

### Inne dzieła sceniczne
- Le rovine di Troja (intermezzo) (1707, Wenecja)
- Dragontana e Policrone (intermezzo) (1707, Wenecja)
- Cortulla e Lardone (intermezzo), wyst. późn. jako Melissa vendicata (1707, Wenecja)
- Ama più chi men si crede (melodrama pastorale) (1709, Wenecja)
- Griletta e Serpillo (intermezzo)

### twórczość religijna
- msze:
  - Missa Sapientiae g-moll
  - Missa Brevis d-moll
  - Msza F-dur
  - Msza a-moll
  - Msza C-dur
- oratoria
  - La Giuditta (1701)
  - Il voto crudele (1712)
  - Triumphus fidei (1712)

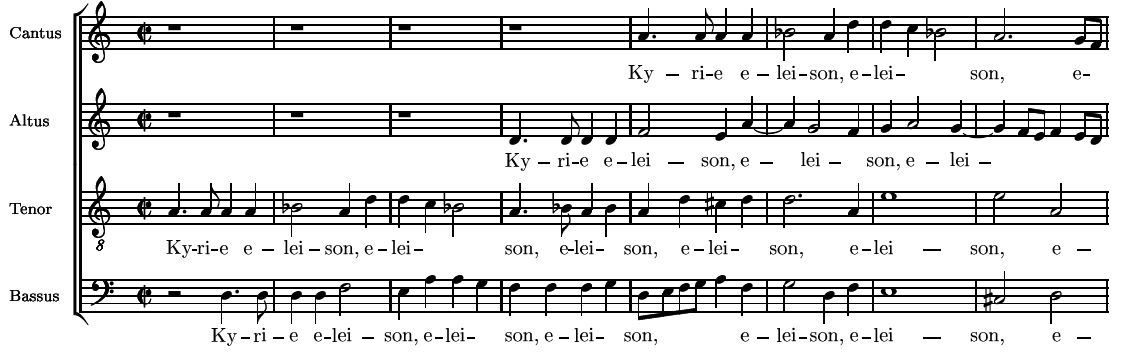
Antonio Lotti, Kyrie z Missa Brevis d-moll

  - L'umiltà coronata in Esther (1714)
  - Il ritorno di Tobia (1723)
  - Gioas, re di Giuda
  - Judith
- motety
- Inne:
  - Requiem F-dur
  - Miserere d-moll